# Jari Monferone
Jari Monferone (Agordo, 11 febbraio 1991) è un ex hockeista su ghiaccio italiano, di ruolo attaccante.

## Carriera

### Club
Jari Monferone, il cui nome è in onore del giocatore finlandese della National Hockey League Jari Kurri, iniziò la propria carriera nella formazione dell'Alleghe Hockey. Esordì con la prima squadra nel corso della stagione 2008-2009, iniziata tuttavia con un infortunio al perone. La prima rete per lui arrivò nella stagione 2010-2011 in un incontro contro l'HC Bolzano.
Dopo un breve prestito nel corso della stagione 2014-2015 nell'estate del 2015 Monferone si trasferì ufficialmente all'HC Fassa.
Nell'estate del 2016 si trasferì all'Hockey Club Gherdëina-Gardena con cui sottoscrisse un accordo di un anno. Già nel dicembre 2016, tuttavia, lasciò i gardenesi, facendo ritorno al Fassa.

### Nazionale
Jari Monferone partecipò con la Nazionale italiana ai Mondiali Under-20 del 2011 di Prima Divisione. In 5 presenze fornì due assist.
Nel 2013 prese parte alle Universiadi del Trentino, chiuse al sesto posto.
L'esordio ufficiale con la Nazionale maggiore avvenne nel dicembre 2015 in occasione dell'Euro Ice Hockey Challenge disputatosi in Polonia, durante il quale segnò un gol e fornì due assist. In maglia azzurra giocò anche le qualificazioni per le Olimpiadi 2018 e una serie di amichevoli contro squadre militanti in KHL.

## Palmarès

### Club
- Campionato italiano - Serie B: 2

Alleghe: 2013-2014, 2014-2015

### Individuale
- Maggior numero di assist della Serie B: 1

2014-2015 (29 assist)
- Maggior numero di reti della Serie B: 1

2014-2015 (25 reti)
- Capocannoniere della Serie B: 1

2014-2015 (54 punti)